# Sewall Shurtz
Sewall Shurtz (Houston, 17 marzo 1933 – Reno, 1º febbraio 2018) è stato uno schermidore statunitense.

## Biografia
Ha partecipato ai Giochi della XVI Olimpiade di Melbourne nel 1956.

## Palmarès
In carriera ha conseguito i seguenti risultati:
- Giochi Panamericani:

Città del Messico 1955: argento nella spada individuale ed a squadre.